# Felfrihet (islam)
Felfrihet är oförmågan att göra fel. Dess betydelse och mening diskuteras i epistemologi och större religioner. 
Det finns olika åsikter bland sunnimuslimer huruvida den islamiske profeten Muhammed var felfri under hela sitt liv eller inte. Vissa sunnimuslimer anser att Muhammed endast var felfri när han förmedlade Guds budskap. Inom shiaislam anses felfrihet innebära att man har förmågan att göra fel, men att man har nått en sådan hög nivå av fromhet, disciplin och kunskap att man inte begår synder eller misstag med fri vilja och Guds hjälp. Inom den romersk-katolska kyrkan innebär bland annat ofelbarhetsdogmen att påven är ofelbar i sin lära.

## Felfrihet i islam
Ismah (arabiska: عِصْمَة) syftar inom islam på felfrihet. Den som är felfri och immun mot synder kallas för mu'tasim (arabiska: معتصم) eller ma'sum (arabiska: معصوم). Majoriteten av muslimer tror på profeternas felfrihet, men det finns en stor skillnad bland muslimerna gällande utsträckningen av profeternas felfrihet.

### Koranen

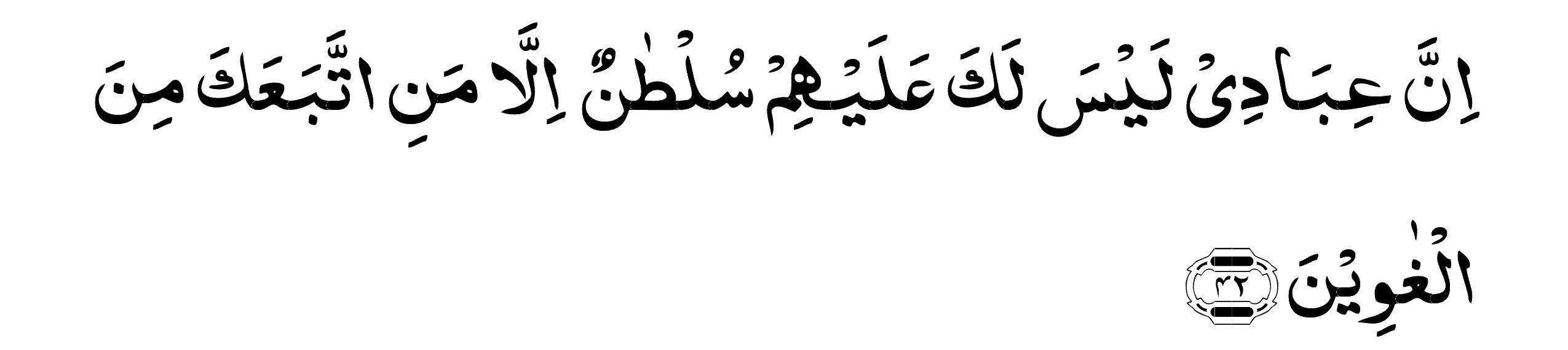
Koranvers 15:42 på arabiska.

I Koranen nämns frågan om felfrihet tretton gånger. I vers 15:42 säger Gud till Satan att han inte kommer att ha makt över andra av Hans tjänare än de som helt gått vilse och följer honom. I verserna 38:82-83 svär Satan att han kommer att vilseleda alla förutom Guds sant hängivna tjänare.

### Sunniislam
Sunnimuslimer tror på profeternas felfrihet, men de har olika åsikter om ifall profeterna var felfria innan de tillkännagav sitt profetskap eller inte. Det finns olika åsikter bland sunnimuslimer huruvida den islamiske profeten Muhammed var felfri under hela sitt liv eller inte. Vissa sunnimuslimer anser att Muhammed endast var felfri när han förmedlade Guds budskap. Sunniterna tolkar felfrihet som att profeter är immuna från att berätta lögner (avsiktligt eller oavsiktligt), att vara kafir (icke-muslim) före eller efter sitt uppdrag och att inte kunna begå andra synder avsiktligt. I andra aspekter går åsikterna isär. De flesta sunniter tror att det är möjligt för profeterna att oavsiktligt begå stora synder, medan minoriteten anser att det inte är möjligt. Majoriteten anser att profeterna kunde begå små synder också, men inte sådana små synder som skulle ge upphov till att de blev vanärade av allmänheten.
I sunniislam måste man lyda kalifen, som anses vara Guds sändebuds efterträdare, och skapa en fullständig allians till honom. Men kalifen anses inte vara felfri då denna egenskap har reserverats för profeten Muhammed.
I Sahih al-Bukhari har det återberättats att profeten sagt att ingen kalif utses förutom att den har två grupper av rådgivare. En grupp råder kalifen att göra gott, och en grupp råder honom att göra ont. Och den skyddade (ma'sum) är den som Gud skyddar.

### Shiaislam
Imamiterna håller den åsikten att alla Guds profeter, från Adam till Muhammed, och den islamiske profeten Muhammeds tolv efterträdare och hans dotter, damen Fatima al-Zahra, var felfria genom hela sina liv och inte utförde någon typ av synd som skulle medföra Guds missnöje. Det enklaste sättet att förstå detta är ifall man anser att dessa personer är förebilder som skickats till mänskligheten för att följa, och därmed skulle människor blivit obligerade till att följa dem i deras misstag ifall de begick misstag. Därmed skulle profeterna och sändebuden vara opålitliga.
Felfrihet betyder bokstavligen beskydd, och i islamisk terminologi betyder det Guds andliga välsignelse som gör en person kapabel till att avstå från synder genom sin egen fria vilja. Förmågan av felfrihet gör inte en person oförmögen till att begå synder, snarare undviker den synder och misstag med sin egen kraft och vilja.
Man anser att det finns verser i Koranen som kan verka antyda att profeter begått synder, men att de har andra innebörder än att de begick synder. Det är inte menat att alla verser i Koranen ska tolkas bokstavligt, snarare ligger det djupare meningar bakom dem. Det finns även vissa hadither i vissa böcker som går emot förnuftet och Koranen och som muslimer måste avvisa. En felfri person kan utföra något som kallas för tark al-awla på arabiska, vilket betyder att man avstår från att utföra en bättre handling. Trots att det inte räknas som en synd eller att man går vilse, är det inte lämpligt för en felfri person att göra tark al-awla.